# Целиков, Александр Иванович
Александр Иванович Це́ликов (7 [20] апреля 1904, Москва — 28 октября 1984, Москва) — советский учёный-металлург, конструктор прокатных станов и других металлургических агрегатов. Дважды Герой Социалистического Труда. Лауреат Ленинской премии.

## Биография
Родился 7 (20) апреля 1904 года в Москве в семье преподавателя химии ИМТУ.
В 1921 году окончил среднюю школу, в 1928 году — МВТУ имени Н. Э. Баумана по специальности «инженер-механик с уклоном по прокатным станам».
В 1925—1935 годах — конструктор в «Стальпроекте», на заводе «Серп и молот» и Ижевском заводе. С 1935 года преподаёт в вузах (с 1949 года — профессор МВТУ имени Н. Э. Баумана), с 1938 года — заведующий кафедрой «Прокатка и волочение» в Московском институте стали и сплавов.
В 1943 году защитил докторскую диссертацию в Московском институте цветных металлов и золота. При этом ему одновременно было присвоено учёное звание профессора.
В 1945—1959 годах — начальник ЦКБ, с 1959 года — директор Всесоюзного научно-исследовательского и проектно-конструкторского института металлургического машиностроения.
Разработал теорию прокатки и методы расчёта прокатных станов. Под руководством и при участии Целикова созданы и внедрены в промышленность оригинальные станы и агрегаты (блюминг, непрерывные трубопрокатные и трубосварочные станы, штамповочные прессы усилием 735 Мн). Разработаны технология и агрегаты совмещения непрерывного литья металлов с прокаткой и сварки труб с прокаткой, принципиально новые процессы прокатки периодических профилей, шаров, винтов, осей, зубчатых колёс и других изделий и необходимое для этого оборудование.
Академик АН СССР (1964); член-корреспондент с 1953 года). Член ВКП(б) с 1945 года.
Умер 28 октября 1984 года. Похоронен в Москве на Кузьминском кладбище.

## Семья
Был женат на И. И. Ирошниковой, известной как литератор, прозаик и драматург.

## Печатные труды
За свою полувековую творческую деятельность А. И. Целиков опубликовал 36 монографий, свыше 500 статей, вместе с соавторами ему выдано 226 авторских свидетельств на изобретения.
Некоторые труды:
- Прокатные станы, М., 1946;
- Механизмы прокатных станов, М., 1946;
- Теория расчёта усилий в прокатных станах, М., 1962;
- Основы теории прокатки, М., 1965;
- Специальные прокатные станы, М., 1971 (соавтор);
- Прокатные станы: настоящее и будущее, М., 1974;
- Современное развитие прокатных станов, М., 1972 (совместно с В. И. Зюзиным).

## Награды и премии
- дважды Герой Социалистического Труда (1964, 1984).
- три ордена Ленина.
- орден Октябрьской Революции
- два ордена Трудового Красного Знамени
- орден Дружбы народов
- медали
- Сталинская премия второй степени (1947) — за научные труды «прокатные станы», «Механизмы прокатных станов».
- Сталинская премия третьей степени (1948) — за создание новых станов для прокатки равнопрочных профилей переменного сечения.
- Сталинская премия второй степени (1951) — за создание советского блюминга.
- Ленинская премия (1964) — за создание и внедрение новой техноологии и комплекса станов для прокатки круглых периодических профилей.
- Золотая медаль имени М. В. Ломоносова АН СССР (1974) — за выдающиеся достижения в области металлургии, металловедения и технологии металлов.

## Память
- 28 января 1985 года СМ СССР, учитывая выдающиеся заслуги академика А. И. Целикова в развитии советской науки, металлургического машиностроения и подготовке научно-технических кадров, постановил[4]:

1. Присвоить имя академика А. И. Целикова Всесоюзному научно-исследовательскому и проектно-конструкторскому институту металлургического машиностроения Министерства тяжёлого и транспортного машиностроения.
2. Установить мемориальные доски в память академика А. И. Целикова на здании Всесоюзного научно-исследовательского и проектно-конструкторского института металлургического машиностроения, а также на доме N 8 по улице Усиевича в г. Москве, где долгое время проживал А. И. Целиков, израсходовав на эти цели до 4 тыс. рублей за счёт смет Академии наук СССР и Министерства тяжёлого и транспортного машиностроения.
3. Разрешить Академии наук СССР и Министерству тяжёлого и транспортного машиностроения израсходовать за счёт их смет до 5 тыс. рублей на сооружение памятника-надгробия на могиле академика А. И. Целикова на Кузьминском кладбище в г. Москве.
4. Учредить две стипендии имени академика А. И. Целикова в размере 75 рублей каждая для студентов Московского высшего технического училища имени Н. Э. Баумана Министерства высшего и среднего специального образования СССР.
- Отмечалось 105-летие со дня рождения А. И. Целикова.[5]